# Volksbank Hildesheimer Börde
Die Volksbank Hildesheimer Börde eG war ein in der Region Hildesheim und Umgebung vertretenes Kreditinstitut. Der juristische Sitz der Genossenschaftsbank befand sich im Söhlder Ortsteil Hoheneggelsen.

## Geschichte
Die Volksbank Hildesheimer Börde eG wurde im Jahr 1862 in Hoheneggelsen als „Gewerbe-Verein zu Hoheneggelsen“ von Handwerkern und Kaufleuten gegründet. Im Jahr 1870 erfolgte die Eintragung der „Spar- und Vorschuß-Casse zu Hoheneggelsen“ als erste Genossenschaft im Gebiet des Amtsgerichts Hildesheim. 1978 kam es zur Verschmelzung der Volksbanken Hoheneggelsen und Hohenhameln zur Volksbank Hildesheimer Börde eG. Im Jahr 2004 verschmolz die Volksbank Hildesheimer Börde eG mit der Volksbank Sarstedt eG. Weitere Institutionen, die in der Volksbank Hildesheimer Börde eG aufgingen, sind die Volksbank Heinde-Sehlem eG (1998), und der damit verknüpfte, ehemals in Itzum gegründete Finanzverbund, sowie die 1994/1995 eröffneten Reisebüros in Itzum und Diekholzen. Im Jahr 1998 eröffnete die Bank ein Reisebüro in Bad Salzdetfurth.
Das Geschäftsjahr 2017 schloss die Volksbank Hildesheimer Börde eG mit einer Bilanzsumme von ca. 625 Mio. Euro ab. Neben 157 Mitarbeitern verfügte sie über 34.000 Kunden und 18.600 Mitglieder. Mit insgesamt 10 Bankgeschäftsstellen und 5 Reisebüros war die Volksbank Hildesheimer Börde eG in der Region Hildesheim vertreten.
Im Jahre 2019 fusionierte die Bank mit der Hannoversche Volksbank eG und ist seitdem als Niederlassung eingetragen.

## Tochterunternehmen
- HI-Börde Immobilien GmbH
- HI-travel GmbH

## Partner der genossenschaftlichen Finanzgruppe
- Bausparkasse Schwäbisch Hall
- DZ Hyp
- DZ Privatbank
- easyCredit
- R+V Versicherung
- Union Investment